# Rob Zombie
Rob Zombie, conosciuto anche come Rob Straker e Robert Bartlett, pseudonimo di Robert Bartleh Cummings (Haverhill, 12 gennaio 1965), è un cantante, regista, sceneggiatore e produttore cinematografico statunitense.
È noto per aver fondato il gruppo metal White Zombie e per aver diretto gli horror La casa dei 1000 corpi (2003), La casa del diavolo (2005), Halloween - The Beginning (2007) e Le streghe di Salem (2012).

## Biografia

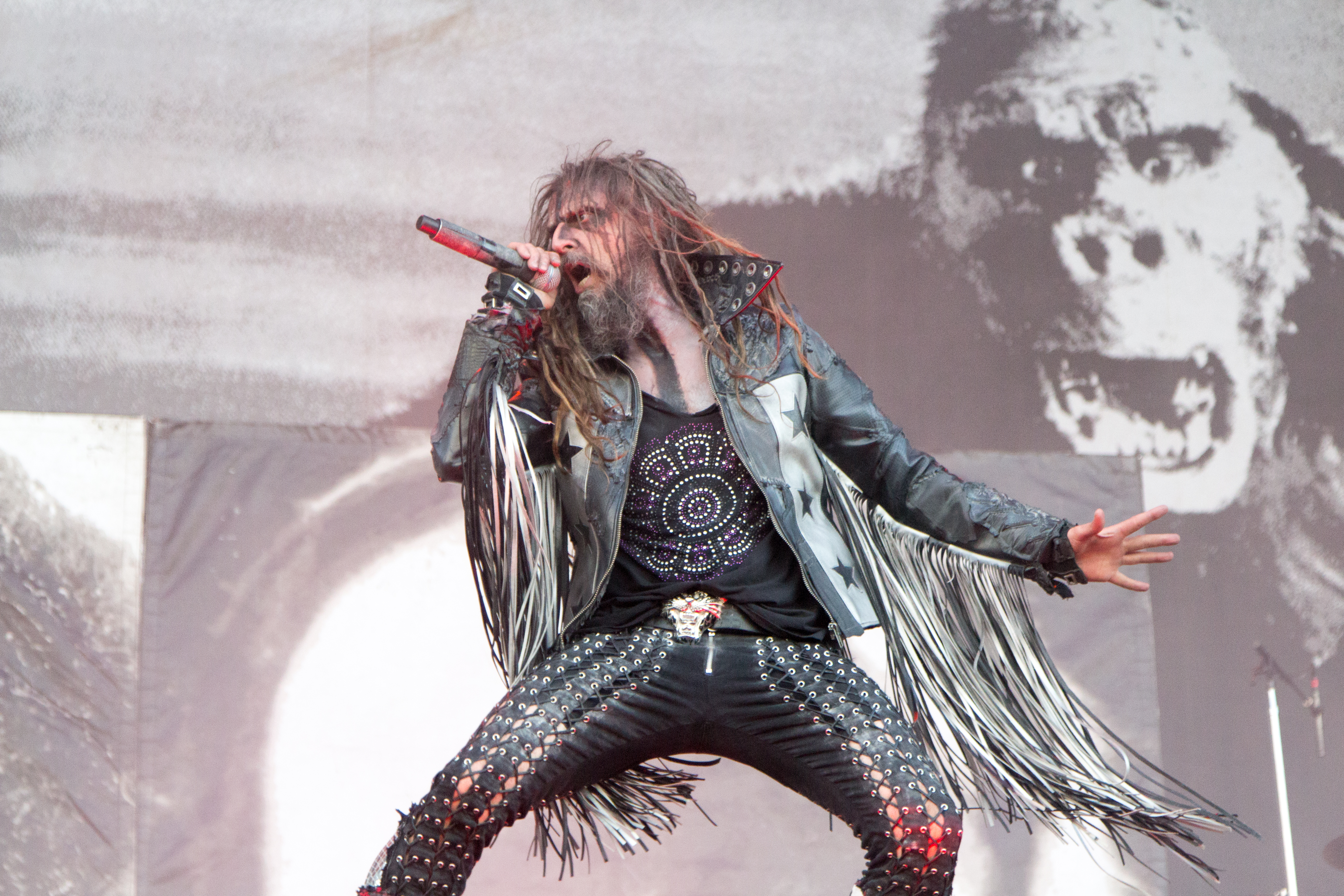
Rob Zombie al Nova Rock 2014

È noto soprattutto per essere il fondatore, nonché cantante e compositore del gruppo industrial metal White Zombie, gruppo con il quale ha suonato fino al 1998, anno dello scioglimento dello stesso. Successivamente al 1998 ha iniziato una carriera solista, poi culminata nella formazione di un gruppo chiamato semplicemente Rob Zombie, che lo ha portato alla pubblicazione di sette album. Alcuni anni dopo è uscito nelle sale cinematografiche il suo primo film in veste di regista, La casa dei 1000 corpi, seguito da La casa del diavolo. Ha continuato la carriera da regista dirigendo con successo il reboot Halloween - The Beginning.
Zombie è stato co-produttore nel 2003 dell'album tributo dei Ramones, We're a Happy Family. Nello stesso album interpreta la canzone Blitzkrieg Bop. Nel 2004 ha ospitato un concerto tributo ai Ramones (immortalato nel film-documentario Too Tough to Die: a Tribute to Johnny Ramone) per il trentesimo anniversario della fondazione del gruppo. Sul palco si sono succeduti nomi molto importanti del punk tra cui Henry Rollins dei Black Flag, Steve Jones dei Sex Pistols, Tim Armstrong dei Rancid, Brett Gurewitz dei Bad Religion e altri ancora.
Ha partecipato come Guest Host nella puntata del 28 giugno 2010 del Monday Night Raw.
Ha partecipato ai VH1 Rock Honors cantando una canzone dei Kiss con Slash, Ace Frehley, Tommy Lee, Scott Ian e Gilby Clarke. In Need for Speed: Underground, è stata dedicata un'auto truccata a Rob Zombie (sbloccabile con i punti stile).
Nel 2009 ha diretto il sedicesimo episodio dell'ottava stagione di CSI: Miami dal titolo Los Angeles. Nel 2012 è uscito il suo sesto film da regista, Le streghe di Salem, che ha diviso molto la critica. Nel 2014 ha diretto un cortometraggio animato per il lancio del videogioco Assassin's Creed: Unity per la Ubisoft. In questo breve corto, realizzato da Zombie e da Tony Moore, si possono ripercorrere gli avvenimenti più cruenti della Rivoluzione francese, vista con gli occhi del regista stesso. Nel 2015 è stato annunciato che produrrà la serie horror-comedy Trapped con Mila Kunis, per il canale Starz.

## Vita privata
Fino al 1977 ha vissuto con i genitori, Louise e Robert Cummings, nell'ambiente del circo. Dopo 9 anni di fidanzamento, il 31 ottobre 2002 ha sposato l'attrice Sheri Moon. Il fratello minore Michael, noto come Spider One, è il frontman del gruppo Powerman 5000.

## Discografia

### Solista

#### Album in studio
- 1998 - Hellbilly Deluxe
- 2001 - The Sinister Urge
- 2006 - Educated Horses
- 2010 - Hellbilly Deluxe 2
- 2013 - Venomous Rat Regeneration Vendor
- 2016 - The Electric Warlock Acid Witch Satanic Orgy Celebration Dispenser
- 2021 - The Lunar Injection Kool Aid Eclipse Conspiracy

#### Album dal vivo
- 2007 - Zombie Live
- 2015 - Spookshow International: Live

#### Album di remix
- 1999 - American Made Music to Strip By
- 2012 - Mondo Sex Head

#### Raccolte
- 2003 - Past, Present & Future
- 2006 - The Best of Rob Zombie: 20th Century Masters The Millennium Collection

### Con White Zombie

#### Album in studio
- 1987 - Soul-Crusher
- 1989 - Make Them Die Slowly
- 1992 - La Sexorcisto: Devil Music, Vol. 1
- 1995 - Astro-Creep: 2000

#### Album di remix
- 1992 - Nightcrawlers: The KMFDM Remixes
- 1996 - Supersexy Swingin' Sounds

#### Raccolte
- 2008 - Let Sleeping Corpses Lie
- 2016 - It Came from N.Y.C.

#### EP
- 1985 - Gods on Voodoo Moon
- 1986 - Pig Heaven
- 1987 - Psycho-Head Blowout
- 1989 - God of Thunder

## Videografia parziale

### Home video
- 2014 - The Zombie Horror Picture Show

## Filmografia

### Attore

#### Cinema
- La casa dei 1000 corpi (House of 1000 Corpses), regia di Rob Zombie (2003)

#### Televisione
- Space Ghost Coast to Coast - serie TV, episodio 4x18 (1997)

#### Videoclip
- White Zombie Thunder Kiss '65, regia di Juliet Cuming (1992)
- White Zombie feat. Iggy Pop Black Sunshine, regia di Dale Peterson (1992)
- White Zombie Welcome to Planet M.F., regia di Rob Zombie (1992)
- White Zombie More Human Than Human, regia di Rob Zombie (1995)
- Rob Zombie Dragula, regia di Rob Zombie (1998)
- Rob Zombie Living Dead Girl, regia di Joseph Kahn e Rob Zombie (1999)
- Rob Zombie Superbeast, regia di Rob Zombie (1999)
- Rob Zombie Feel So Numb, regia di Rob Zombie (2001)
- Rob Zombie Sick Bubblegum (2010)
- Rob Zombie Mars Needs Women (2010)
- Rob Zombie Dead City Radio And The New Gods Of Supertown, regia di Rob Zombie (2013)
- Rob Zombie Ging Gang Gong De Do Gong De Laga Raga, regia di Rob Zombie (2015)
- Rob Zombie Well, Everybody's Fucking in a U.F.O., regia di Rob Zombie (2016)
- Rob Zombie Shake Your Ass-Smoke Your Grass, regia di Balazs Grof (2022)

### Doppiatore

#### Cinema
- Slither, regia di James Gunn (2006)
- Super - Attento crimine!!! (Super), regia di James Gunn (2010) - Dio
- Guardiani della Galassia (Guardians of the Galaxy), regia di James Gunn (2014)
- Guardiani della Galassia Vol. 2 (Guardians of the Galaxy Vol. 2), regia di James Gunn (2017)
- WTF is Wrong with Chicken?, regia di Nik Tyler - cortometraggio (2022)

#### Televisione
- Spider-Man: The New Animated Series - serie animata, episodio 1x04 (2003) - Curtis "Curt" Connors / Lizard
- Justice League - serie animata, episodio 2x16 (2003)
- Mr. Pickles - serie animata, episodio 2x08 (2016)

### Produttore

#### Cinema
- La casa dei 1000 corpi (House of 1000 Corpses), regia di Rob Zombie (2003)
- Halloween - The Beginning (Halloween), regia di Rob Zombie (2007)
- Halloween II, regia di Rob Zombie (2009)
- The Haunted World of El Superbeasto, regia di Rob Zombie (2009)
- Le streghe di Salem (The Lords of Salem), regia di Rob Zombie (2012)
- 31, regia di Rob Zombie (2016)
- In Hell Everybody Loves Popcorn: The Making of 31, regia di Josh Hasty (2016)
- 3 from Hell, regia di Rob Zombie (2019)
- The Munsters, regia di Rob Zombie (2022)

#### Televisione
- Tom Papa: Freaked Out - speciale TV (2011)

#### Videoclip
- Rob Zombie Dead City Radio And The New Gods Of Supertown, regia di Rob Zombie (2013)
- Rob Zombie Ging Gang Gong De Do Gong De Laga Raga, regia di Rob Zombie (2015)
- Rob Zombie Well, Everybody's Fucking in a U.F.O., regia di Rob Zombie (2016)

### Regista

#### Cinema
- La casa dei 1000 corpi (House of 1000 Corpses, 2003)
- La casa del diavolo (The Devil's Rejects, 2005)
- Werewolf Women of the SS, episodio di Grindhouse (2007)
- Halloween - The Beginning (Halloween, 2007)
- Halloween II (2009)
- The Haunted World of El Superbeasto (2009)  - inedito
- Le streghe di Salem (The Lords of Salem, 2012)
- 31 (2016)
- 3 from Hell (2019)
- The Munsters (2022)

#### Televisione
- CSI: Miami - serie TV, episodio 8x16 (2010)
- Tom Papa: Live in New York City - speciale TV (2011)

#### Videoclip
- White Zombie Welcome to Planet M.F. (1992)
- White Zombie More Human Than Human (1995)
- Rob Zombie Dragula (1998)
- Rob Zombie Living Dead Girl, co-diretto con Joseph Kahn (1999)
- Rob Zombie Superbeast (1999)
- Rob Zombie Feel So Numb (2001)
- Ozzy Osbourne Dreamer (2002)
- Rob Zombie Past, Present & Future (2003)
- Woolite The Torturer (2011)
- Rob Zombie Dead City Radio And The New Gods Of Supertown (2013)
- Rob Zombie The Zombie Horror Picture Show (2014)
- Rob Zombie Ging Gang Gong De Do Gong De Laga Raga (2015)
- Rob Zombie Well, Everybody's Fucking in a U.F.O. (2016)

### Sceneggiatore

#### Cinema
- La casa dei 1000 corpi (House of 1000 Corpses), regia di Rob Zombie (2003)
- La casa del diavolo (The Devil's Rejects), regia di Rob Zombie (2005)
- Werewolf Women of the SS, episodio di Grindhouse, regia di Rob Zombie (2007)
- Halloween - The Beginning (Halloween), regia di Rob Zombie (2007)
- Halloween II, regia di Rob Zombie (2009)
- The Haunted World of El Superbeasto, regia di Rob Zombie (2009)
- Le streghe di Salem (The Lords of Salem), regia di Rob Zombie (2012)
- 31, regia di Rob Zombie (2016)
- 3 from Hell, regia di Rob Zombie (2019)
- The Munsters, regia di Rob Zombie (2022)

#### Videoclip
- White Zombie Thunder Kiss '65, regia di Juliet Cuming (1992)
- White Zombie feat. Iggy Pop Black Sunshine, regia di Dale Peterson (1992)
- White Zombie Welcome to Planet M.F., regia di Rob Zombie (1992)
- White Zombie More Human Than Human, regia di Rob Zombie (1995)
- Rob Zombie Dragula, regia di Rob Zombie (1998)
- Rob Zombie Living Dead Girl, regia di Joseph Kahn e Rob Zombie (1999)
- Rob Zombie Superbeast, regia di Rob Zombie (1999)
- Rob Zombie Feel So Numb, regia di Rob Zombie (2001)
- Rob Zombie Past, Present & Future, regia di Rob Zombie (2003)
- Rob Zombie Dead City Radio And The New Gods Of Supertown, regia di Rob Zombie (2013)
- Rob Zombie Ging Gang Gong De Do Gong De Laga Raga, regia di Rob Zombie (2015)
- Rob Zombie Well, Everybody's Fucking in a U.F.O., regia di Rob Zombie (2016)

## Programmi televisivi (parziale)
- Jimmy Kimmel Live! - varietà musicale (2013)

## Opere letterarie (parziale)

### Narrativa
- (EN) Rob Zombie, House of 1000 corpses, Tartan Video, 2004.
- (EN) Rob Zombie, The Devil's Rejects. A Director's Script, NECA, 2006, ISBN 1933000155.
- (EN) Rob Zombie, Educated Horses, Alfred Publishing, 2006, ISBN 9780739043592, OCLC 85775063.
- (EN) Rob Zombie e B.K. Evenson, The Lords of Salem, Grand Central Publishing, 2012, ISBN 9781455519170, OCLC 760978125.
  -  Rob Zombie e B.K. Evenson, Le streghe di Salem, Roma, Newton Compton Editori, 2013, ISBN 8854153524.

### Fumetti
- (EN) Steve Niles, Rob Zombie, Nat Jones e Jay Fotos, The Nail, Dark Horse, 2005, ISBN 9781593071738.
- (EN) Rob Zombie, Rob Zombie. Spook Show International, MV Creations, 2005, ISBN 9780974800875.
- (EN) Rob Zombie, Kieron Dwyer, Tony Moore, Alex Horley, Dan Brereton, Tommy Lee Edwards e J. Scott Campbell, The Haunted World of El Superbeasto, Rob Zombie Presents, Image Comics, 2007, ISBN 9781582407883, OCLC 86168043.

## Riconoscimenti
- Eyegore Awards
  - 1999 – Eyegore Award
  - 2009 – Regista dell'anno
- Fangoria Chainsaw Awards
  - 2006 – Migliore sceneggiatura per La casa del diavolo
  - 2006 – Film più terrorizzante per La casa del diavolo
- Festival del Cinema di Sitges
  - 2007 – Candidatura al miglior film per Halloween – The Beginning
- Festival internazionale del cinema di Porto
  - 2004 – Candidatura al Grande Prémio Fantasporto per il miglior film per La casa dei 1000 corpi
- Fright Meter Awards
  - 2016 – Candidatura alla migliore colonna sonora per 31 (condivisa con Zeuss, John 5 e Bob Marlette)
- Grammy Award
  - 2000 – Candidatura alla miglior interpretazione metal per Superbeast
  - 2003 – Candidatura alla miglior interpretazione metal per Never Gonna Stop (The Red Red Kroovy)
  - 2009 – Candidatura alla miglior interpretazione hard rock per The Lords of Salem
  - 2022 – Candidatura alla miglior interpretazione metal per The Triumph Of King Freak (A Crypt of Preservation and Superstition)
- New York City Horror Film Festival
  - 2012 – Premio alla carriera
- Rondo Hatton Classic Horror Awards
  - 2003 – Candidatura al miglior film di genere per La casa dei 1000 corpi
  - 2005 – Candidatura al miglior film per La casa del diavolo
  - 2007 – Miglior film per Halloween – The Beginning
- Scream Award
  - 2006 – Candidatura al miglior regista per La casa del diavolo
- Shockfest Film Festival
  - 2020 – Shocker Award
- South by Southwest
  - 2013 – Candidatura al premio del pubblico Midnight Films per Le streghe di Salem

## Doppiatori italiani
Nelle versioni in italiano delle opere in cui ha recitato, Rob Zombie è stato doppiato da: 
- Alberto Bognanni in Mr. Pickles